# Кућа на обали
Кућа на обали је југословенски филм из 1954. године. Режирао га је Бошко Косановић, а сценарио су писали Бошко Косановић и Норберт Кунце.

## Улоге
| Глумац            | Улога           |
| ----------------- | --------------- |
| Богдан Богдановић |                 |
| Рене Делтген      | Бепо            |
| Божидар Дрнић     | Тужилац         |
| Манфред Ингер     | Вјеко           |
| Блазо Николић     |                 |
| Ева Палмер        | Даворка         |
| Васа Пантелић     |                 |
| Милан Рајаковић   |                 |
| Нађа Регин        | Марина          |
| Лино Сапро        |                 |
| Сибиле Шмиц       | Ана             |
| Милан Скрбиншек   |                 |
| Берт Сотлар       | Др. Бранко Илић |
| Бранко Станковић  |                 |
| Милева Захрајшчек |                 |
| Јосип Запалорто   |                 |